# Rotboldo I di Provenza
Rotboldo, detto il Vecchio (... – 950 circa), è stato conte in Provenza (forse conte d'Avignone).

## Origine
Figlio primogenito ed unico maschio del conte d'Avignone, conte d'Arles, governatore della Provenza e Margravio di Toscana, Bosone d'Arles e della prima moglie di cui non si conoscono né il nome né gli ascendenti.
Bosone d'Arles era il figlio secondogenito del conte di Arles, Tebaldo (ca 860-895) e di Berta di Lotaringia (863-925), figlia terzogenita del re di Lotaringia Lotario II e della seconda moglie, Waldrada (scomunicata in quanto considerata concubina, da papa Nicola I), quindi nipote dell'imperatore Lotario I.
Secondo alcuni storici, gli ascendenti di Rotboldo sono sconosciuti, in quanto Bosone d'Arles ebbe una sola moglie, Willa, figlia del re di Borgogna Rodolfo I e di Willa di Provenza e da Willa II di Borgogna ebbe solo quattro figlie femmine.

## Biografia
Dato che suo padre, Bosone d'Arles, si sposò, in seconde nozze, nel 912, è presumibile che Rotboldo rimase orfano di madre in tenera età.
Di Rotboldo si hanno scarse notizie: lo troviamo citato in un documento di una donazione del figlio Bosone, la n° 29 del Cartoulaire de Marseille Saint-Victor Tome I, del marzo 965, in cui viene ricordato come padre di Bosone (Bosone II di Provenza).
Molto probabilmente non seguì il padre, Bosone d'Arles, in Italia, quando divenne marchese di Toscana, nel 931, in quanto non lo troviamo mai citato in nessun documento.
Di Rotbaldo non si conosce la data esatta della morte, avvenuta all'incirca nel 950.

## Discendenza
Rotboldo si sposò con una donna di cui non si conoscono né il nome né gli ascendenti, ma secondo alcuni era Ermengarda d'Aquitania, figlia del duca d'Aquitania Guglielmo il Pio e di Engelberga di Provenza, da cui ebbe due figli:
- Bosone[4] (?- ca. 966), conte di Arles
- Guglielmo[4] (?- dopo il marzo 965), conte d'Avignone.

## Ascendenza
|                        |   |                          | Genitori            |  |  | Nonni |  |  | Bisnonni           |  |  | Trisnonni         |  |
|                        |   |                          |                     |  |  |       |  |  | Uberto del Vallese |  |  | Bosone il Vecchio |  |
|                        |   |                          |                     |  |  |       |  |  | Uberto del Vallese |  |  | Bosone il Vecchio |  |
|                        |   | …                        |                     |  |  |       |  |  | Uberto del Vallese |  |  |                   |  |
| Tebaldo d'Arles        |   |                          |                     |  |  |       |  |  | Uberto del Vallese |  |  |                   |  |
|                        |   | …                        | …                   |  |  |       |  |  |                    |  |  |                   |  |
|                        |   | …                        | …                   |  |  |       |  |  |                    |  |  |                   |  |
|                        |   | …                        | …                   |  |  |       |  |  |                    |  |  |                   |  |
| Bosone d'Arles         |   | …                        |                     |  |  |       |  |  |                    |  |  |                   |  |
|                        |   | Lotario II di Lotaringia | Lotario I           |  |  |       |  |  |                    |  |  |                   |  |
|                        |   | Lotario II di Lotaringia | Lotario I           |  |  |       |  |  |                    |  |  |                   |  |
|                        |   | Lotario II di Lotaringia | Ermengarda di Tours |  |  |       |  |  |                    |  |  |                   |  |
| Berta di Lotaringia    |   | Lotario II di Lotaringia |                     |  |  |       |  |  |                    |  |  |                   |  |
|                        |   | Waldrada di Wormsgau     | …                   |  |  |       |  |  |                    |  |  |                   |  |
|                        |   | Waldrada di Wormsgau     | …                   |  |  |       |  |  |                    |  |  |                   |  |
|                        |   | Waldrada di Wormsgau     | …                   |  |  |       |  |  |                    |  |  |                   |  |
| Rotboldo I di Provenza |   | Waldrada di Wormsgau     |                     |  |  |       |  |  |                    |  |  |                   |  |
|                        | … | …                        |                     |  |  |       |  |  |                    |  |  |                   |  |
|                        | … | …                        |                     |  |  |       |  |  |                    |  |  |                   |  |
|                        | … | …                        |                     |  |  |       |  |  |                    |  |  |                   |  |
| …                      | … |                          |                     |  |  |       |  |  |                    |  |  |                   |  |
|                        |   | …                        | …                   |  |  |       |  |  |                    |  |  |                   |  |
|                        |   | …                        | …                   |  |  |       |  |  |                    |  |  |                   |  |
|                        |   | …                        | …                   |  |  |       |  |  |                    |  |  |                   |  |
| …                      |   | …                        |                     |  |  |       |  |  |                    |  |  |                   |  |
|                        |   | …                        | …                   |  |  |       |  |  |                    |  |  |                   |  |
|                        |   | …                        | …                   |  |  |       |  |  |                    |  |  |                   |  |
|                        |   | …                        | …                   |  |  |       |  |  |                    |  |  |                   |  |
| …                      |   | …                        |                     |  |  |       |  |  |                    |  |  |                   |  |
|                        |   | …                        | …                   |  |  |       |  |  |                    |  |  |                   |  |
|                        |   | …                        | …                   |  |  |       |  |  |                    |  |  |                   |  |
|                        |   | …                        | …                   |  |  |       |  |  |                    |  |  |                   |  |
|                        |   | …                        |                     |  |  |       |  |  |                    |  |  |                   |  |

### Fonti primarie
- (LA)  Annales Bertiniani.
- (LA)  Monumenta Germaniae Historica, Scriptores, tomus III.
- (LA)  Cartoulaire de Marseille Saint-Victor Tome I.

### Letteratura storiografica
- C. W. Previté-Orton, "L'Italia nel X secolo", cap. XXI, vol. II (L'espansione islamica e la nascita dell'Europa feudale) della Storia del Mondo Medievale, 1999, pp. 662–701.